# Нарцотто далле Карчері
Нарцотто далле Карчері (італ. Narzotto dalle Carceri; д/н — 1264) — триарх північного і південного Негропонте в 1247—1264 роках.

## Життєпис
Походив зі шляхетського веронського роду далле Карчері. Син Маріно I, триарха НЕгропонте, і Маргарити да Пегорарі ді Меркануово. Спадкував владу 1247 року. Втім стикнувся з роздрібненістю володінь. На півночі його співтриархом був Гвідо далле Карчері, а на півдні — Карінтана, дружина Вільгельма II, князя Ахейського.
1250 року після смерті Гвідо стикнувся з новим суперником —Отоном де Сіконом, чоловіком Феліції далле Карчері, доньки Гвідо. З ним почав боротьбу за північний Негропонте. 1255 року після смерті Карінтани зайняв усі її землі. Але проти Нарцотто виступив князь Ахейський.
1256 року Нарцотто уклав союз з Гульєльмо I, триархом центрального Негропонте, венеційцями та Гі I де ла Рошем, герцогом Афінським. У 1257 році з огляду на складну ситуацію та неможливість протистояти останньому вимушений був погодитися визнати зверхність Венеції та надати їй низки привілеїв в торгівлі та оподаткуванні. Втім 1258 року союзники зазнали поразки від Вільгельма II Ахейського. 1259 року вимушений був супроводжувати того у поході до Фессалії, але у битві біля Пелагонії військо Вільгельма II зазнало поразки від візантійців, а він сам потрапив у полон.
Нарцотто далле Карчері зумів повернути собі усі володіння, але зрештою 1262 року підтвердити угоди з Венецією 1257 року. Помер 1264 року. Влада перейшла до його сина Маріно II.

## Родина
Дружина — Феліза (Феліція), донька Гульєльмо I далле Карчері, триарха центрального Негропонте
Діти:
- Маріно II (д/н—після 1278), триарх Негропонте
- Алікс, дружина Джорджо I Гізі, триарха Негропонте